# Panaxia profuga
Panaxia profuga là một loài bướm đêm thuộc phân họ Arctiinae, họ Erebidae.